# Piano sopralitorale
Il piano sopralitorale o zona degli spruzzi costituisce una zona di transizione fra l'ambiente terrestre e quello marino propriamente detto.

## Caratteristiche ambientali
Le condizioni che gli organismi devono sopportare in questo piano sono assai severe, da una parte le fortissime escursioni di temperatura e di umidità (letali per organismi di origine marina) e dall'altra la forte salinità, limitante per organismi terrestri.
Il sopralitorale viene raggiunto dall'acqua marina solo in presenza di mare agitato e di conseguenza ospita organismi adattati a sopravvivere a lunghi periodi di emersione e ad ampie escursioni di salinità e temperatura.

## Facies
Numerosi microambienti si possono individuare nel piano sopralitorale, innanzi tutto la distinzione principale è, come sempre in biologia marina, tra fondi molli e fondi duri. I primi in genere presentano condizioni più severe per gli organismi marini a causa della forte insolazione (talvolta mitigata dall'affioramento della falda salina) e della rapida essiccazione del substrato. Le varie facies si classificano soprattutto in base alla granulometria del sedimento ed alla rapidità di essiccazione del substrato. I fondi molli ospitano, nel piano sopralitorale, molta infauna (fauna interstiziale) ma anche epifauna, soprattutto di detritivori. Un caratteristico ambiente del sopralitorale dei fondi sabbiosi è costituito dalla banquette, ovvero dagli accumuli, spesso ingenti, di foglie morte Fanerogame marine. Questo microhabitat ospita faune detritivore molto caratteristiche. Le facies di fondi duri hanno caratteristiche ambientali differenti, innanzi tutto il tipo di roccia può essere determinante, soprattutto per l'infauna e poi sono fortemente popolate da organismi sessili, assenti o scarsi sui fondi molli. In questo ambiente l'epifauna è nettamente predominante ma l'infauna è comunque presente. Un ambiente interessante è rappresentato dalle pozze di marea che, più che facenti parte del piano in questione, vengono considerate come enclavi del piano mesolitorale. In effetti il loro popolamento è ben diverso e comprende gruppi come i pesci o gli echinodermi che sono del tutto assenti nelle altre facies sopralitorali. Anche le caratteristiche ambientali, pur severe (fortissime escursioni termiche nell'ambito delle 24 ore, variazioni estreme di salinità a seguito di piogge o di alte temperature), sono per molti aspetti diverse e più marine rispetto a quelle delle altre facies.

## Popolamento
La caratteristica unica di questo piano è il fatto di ospitare fianco a fianco organismi "marini" come cirripedi o crostacei decapodi e specie di origine chiaramente terrestre quali gli insetti. Gli ambienti sabbio-fangosi sono popolati sia da insetti (soprattutto dermatteri e coleotteri), crostacei Anfipodi ed Isopodi, Molluschi Gasteropodi, Ragni e molta microfauna appartenente ai più svariati gruppi. Sui fondi duri la situazione è più variata, infatti si osservano spesso densissime popolazioni di cirripedi appartenenti al Genere Chtamalus con Gasteropodi del genere Patella e Littorina e crostacei sia Isopodi che Decapodi. Questo piano ospita, quali rappresentanti del mondo terrestre, alcune specie di Licheni. Spesso l'infauna è limitata ad alcune specie di alghe azzurre.